# Hålkardarspindel
Hålkardarspindel (Cicurina cicur) är en spindelart som först beskrevs av Johan Christian Fabricius 1793.  Hålkardarspindel ingår i släktet Cicurina och familjen kardarspindlar. Enligt den finländska rödlistan är arten sårbar i Finland. Arten är reproducerande i Sverige. Artens livsmiljö är kalkklippor och kalkbrott. Inga underarter finns listade i Catalogue of Life.